# Afromevesia gemina
Afromevesia gemina là một loài tò vò trong họ Ichneumonidae.